# Ein Herz, ein Sinn
Ein Herz, ein Sinn, op. 323, är en polkamazurka av Johann Strauss den yngre. Den framfördes första gången den 11 februari 1868 i Redouten-saal i slottet Hofburg i Wien.

## Historia
Polkan komponerades till "Bürgerball" (Borgarbalen) 1868 och framfördes vid detta evenemang i Wiens Hofburg i närvaro av kejsare Frans Josef I av Österrike och är tillägnade balens kommitté. Borgerskapet var inte längre den viktigaste representanten i samhället och 1868 års Borgarbal skulle visa sig bli den sista då kommittén kort därefter upplöstes och Industrisällskapets baler tog över stafettpinnen.
1899 använde Adolf Müller delar av polkan i operetten Wiener Blut, som bestod av sammansatt musik från Strauss verk.

## Om polkan
Speltiden är ca 6 minuter och 1 sekund plus minus några sekunder beroende på dirigentens musikaliska tolkning.